# École de Taimo
L'école de Taimo (finnois : Taimon koulu) est une école située dans le quartier de  de Luikkio à Naantali en Finlande.

## Présentation
L'école de Taimo propose une éducation primaire flexible jusqu'à la sixième année. 
L'école compte 323 élèves qui étudient dans 13 groupes et un groupe d'éducation préscolaire,.

## Équipements
L'école de Taimo comporte une salle de sport de 205 m2, un terrain de basket, un terrain de volley et un terrain de badminton.